# Manuel Sánchez
Manuel Sánchez López, także Manolín lub Manuel (ur. 13 kwietnia 1988 w Kordobie) – hiszpański piłkarz występujący na pozycji pomocnika w Elche CF.